# Åsgreina
Åsgrenda este o localitate din comuna Nannestad, provincia Akershus, Norvegia, cu o suprafață de 0,74 km² și o populație de 831 locuitori (2013).